# Список экорегионов Японии
В силу своего географического положения острова Японии расположены сразу в трёх экозонах: 
1. Палеарктическая. Экорегионы, которые охватывают основные острова архипелага (Хонсю, Хоккайдо, Кюсю, Сикоку), а также примыкающие к ним более мелкие острова;
2. Индомалайская. К этой зоне относят  острова Рюкю;
3. Индо-Тихоокеанская. В неё входят острова Огасавара.

| Код                        | Английское название                            | Русское название |
| -------------------------- | ---------------------------------------------- | --- |
| Палеарктическая экозона    |                                                | |
| 04                         | Temperate Broadleaf & Mixed Forests            | Умеренные широколиственные и смешанные леса                                                                                                  |
| PA0423                     | Hokkaido deciduous forests                     | Хоккайдоские лиственные леса |
| PA0427                     | Nihonkai evergreen forests                     | Нихонкайские вечнозелёные леса(Нихонкай (日本海) — Японское море, имеются в виду леса на прилегающей к нему части Японских островов)         |
| PA0428                     | Nihonkai montane deciduous forests             | Нихонкайские горные лиственные леса |
| PA0440                     | Taiheiyo evergreen forests                     | Тайхейоские вечнозелёные леса (Тайхейё: (太平洋, Taiheiyō) — Тихий океан, имеются в виду леса на прилегающей к нему части Японских островов) |
| PA0441                     | Taiheiyo montane deciduous forests             | Тайхейоские горные лиственные леса |
| 05                         | Temperate Coniferous Forests                   | Умеренные хвойные леса |
| PA0510                     | Hokkaido montane conifer forests               | Хоккайдоские горные хвойные леса |
| PA0511                     | Honshu alpine conifer forests                  | Высокогорные хвойные леса Хонсю |
| Индомалайская экозона      |                                                | |
| 01                         | Tropical & Subtropical Moist Broadleaf Forests | Тропические и субтропические влажные широколиственные леса                                                                                   |
| IM0171                     | Nansei Islands subtropical evergreen forests   | Субтропические вечнозелёные леса островов Нансей                                                                                             |
| Индо-Тихоокеанская экозона |                                                | |
| 01                         | Tropical & Subtropical Moist Broadleaf Forests | Тропические и субтропические влажные широколиственные леса                                                                                   |
| OC0109                     | Ogasawara subtropical moist forests            | Огасаварские субтропические влажные леса |